# 99 River Street
99 River Street is een Amerikaanse film noir uit 1953 onder regie van Phil Karlson.

## Verhaal
Ernie Driscoll is een voormalig bokskampioen die nu verstikt raakt in een ongelukkig huwelijk met Pauline, die een affaire heeft met juwelendief Victor Rawlins. Ernie werkt tegenwoordig als taxichauffeur in New York en betrapt op een avond zijn vrouw met Victor. Hij heeft weinig tijd om zijn verbazing hierover te verwerken, want hij wordt opgeroepen door kennis Linda om haar op te halen bij een theater. Linda is een aspirant-actrice en vertelt Ernie in een raas van paniek dat ze de man bij wie ze een auditie voor een Broadwaytoneelstuk heeft gedaan, heeft vermoord omdat hij haar wilde verkrachten. Ernie wil haar helpen om haar naam te zuiveren, maar op dat moment wordt duidelijk dat de moord in scène is gezet als onderdeel van Linda's auditie. Hij is razend dat zij hem heeft gebruikt voor haar eigen gewin en slaat de theatermedewerkers in elkaar. De theaterproducent hoopt om nog meer publiciteit voor het toneelstuk te kunnen pakken, en klaagt daarom Ernie aan voor geweldpleging. Ernie keert naar huis om zijn spullen te pakken en de stad te verlaten. Linda gaat hem achterna om haar excuses aan te bieden, en vertelt hem dat ze het toneelstuk heeft afgeslagen uit loyaliteit naar hem toe.
Ondertussen loopt Paulines plan om met Victor en 50.000 dollar van een juwelendiefstal naar Parijs te vertrekken, in duigen. Victor kan de juwelen niet verkopen aan de geïnteresseerde, Christopher, omdat hij de juweleneigenaar heeft vermoord en Pauline in zijn plan heeft betrokken. Victor raakt in paniek en wurgt Pauline. Haar lichaam wordt door Ernie en Linda aangetroffen in zijn taxi. Zij beginnen daarop een zoektocht naar Victor, in een poging om Ernies naam te zuiveren. Hij komt erachter dat Victor met Christopher zal afspreken in een café op 99 River Street in Jersey City om een vals paspoort te regelen. Het duo snelt hierheen en raakt betrokken in een schietpartij tussen de criminelen. In de climax wordt Ernie overmeesterd door Victor, maar Linda weet de politie naar de plaats van het delict te lokken, waarna Victor met succes kan worden gearresteerd. 
Een jaar later laat Ernie weten dat hij een benzinepomp heeft en in het huwelijk is getreden met Linda.

## Rolverdeling
| Acteur         | Personage        |
| -------------- | ---------------- |
| John Payne     | Ernie Driscoll   |
| Evelyn Keyes   | Linda James      |
| Brad Dexter    | Victor Rawlins   |
| Frank Faylen   | Stan Hogan       |
| Peggie Castle  | Pauline Driscoll |
| Jay Adler      | Christopher      |
| Jack Lambert   | Mickey           |
| Glenn Langan   | Lloyd Morgan     |
| Eddy Waller    | Durkee           |
| John Daheim    | Bud              |
| Ian Wolfe      | Waldo Daggett    |
| Peter Leeds    | Nat Finley       |
| William Tannen | Regisseur        |
| Gene Reynolds  | Chuck            |

## Achtergrond
Producent Edward Small wilde aanvankelijk dat Linda Darnell de vrouwelijke hoofdrol op zich zou nemen.